# Mark Russinovich

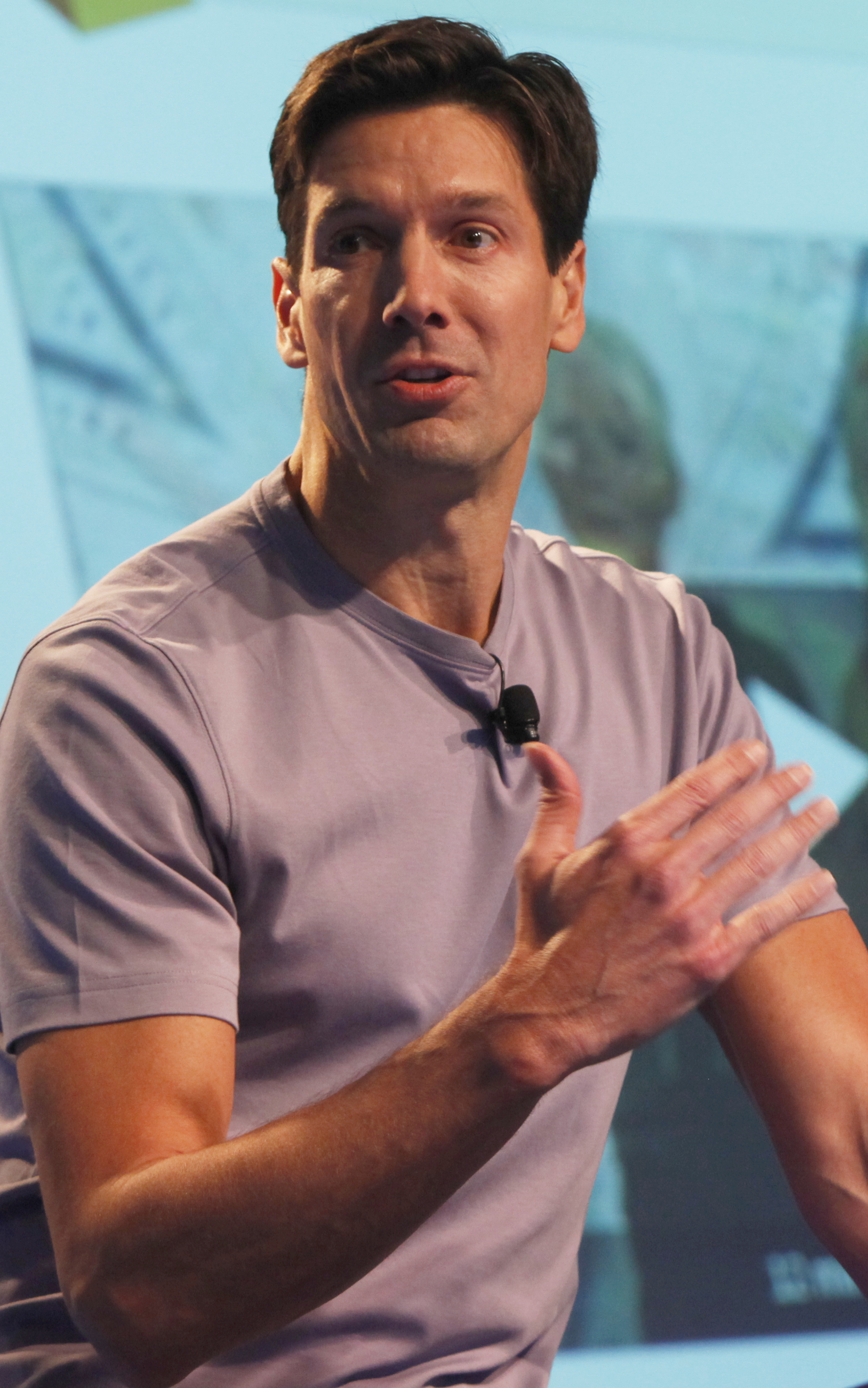
Russinovich auf der Professional Developers Conference (PDC), im Oktober 2010

Mark Eugene Russinovich (* 22. Dezember 1966 in Salamanca, Spanien) ist Technischer Direktor von Microsoft Azure. Er war Mitbegründer des Softwareherstellers Winternals, bevor dieser 2006 von Microsoft akquiriert wurde.

## Leben
Russinovich erreichte zunächst den Abschluss Bachelor of Science (B.Sc.) in Computer Engineering an der Carnegie Mellon University in Pittsburgh, Pennsylvania. Danach erlangte er den Master (M. Sc.) am Rensselaer Polytechnic Institute sowie die Promotion zum Ph.D. an der Carnegie Mellon University.
Mark Russinovich arbeitete für NuMega Technologies sowie für IBMs Thomas J. Watson Research Center. Während seiner Zeit als Chefprogrammierer von Winternals trat er praktisch als alleiniger Entwickler der Windows-Sysinternals-Tools hervor. Des Weiteren betätigte er sich als Autor von Fachbüchern zu den Windows-NT-Betriebssystemen sowie mit diversen Beiträgen für das Magazin Windows IT Pro. Russinovich war ein Microsoft Most Valuable Professional (MVP).
Seine erfolgreiche Abwehr des Kopierschutzes Extended Copy Protection im Jahr 2005, die seinerzeit großes Aufsehen erregte, da Sony diesen als Rootkit konzipiert hatte, brachte ihm Bekanntheit weit über die softwaretechnischen Insiderkreise hinaus ein.

## Werke
Fachbücher
- David Solomon, Mark Russinovich: Inside Microsoft Windows 2000. Third Auflage. Microsoft Press, 2000, ISBN 0-7356-1021-5.
- Mark Russinovich, David Solomon: Microsoft Windows Internals. Fourth Auflage. Microsoft Press, 2004, ISBN 0-7356-1917-4.
- Mark Russinovich, David Solomon, Alex Ionescu: Microsoft Windows Internals. Fifth Auflage. Microsoft Press, 2009, ISBN 0-7356-2530-1.
- Mark Russinovich, Aaron Margosis: Windows Sysinternals Administrator's Reference. Microsoft Press, 2011, ISBN 0-7356-5672-X.
- Mark Russinovich, David Solomon, Alex Ionescu: Microsoft Windows Internals, Part 1. Sixth Auflage. Microsoft Press, 2012, ISBN 0-7356-4873-5.
- Mark Russinovich, David Solomon, Alex Ionescu: Microsoft Windows Internals, Part 2. Sixth Auflage. Microsoft Press, 2012, ISBN 0-7356-6587-7.
- Mark Russinovich, Aaron Margosis: Troubleshooting with the Windows Sysinternals Tools. Microsoft Press, Oktober 17, 2016, ISBN 0-7356-8444-8.
- Mark Russinovich, David Solomon, Alex Ionescu, Pavel Yosifovich: Microsoft Windows Internals, Part 1, 7. Auflage, Microsoft Press, Mai 3, 2017, ISBN 0-7356-8418-9.
- Mark Russinovich, David Solomon, Alex Ionescu, Andrea Allievi: Microsoft Windows Internals, Part 2, 7. Auflage, Microsoft Press, Oktober 4, 2021, ISBN 0-13-546240-1.

Romane
- Zero Day: A Novel. Thomas Dunne Books, 2011, ISBN 0-312-61246-X.
- Operation Desolation: A Short Story. Thomas Dunne Books, 2012, ISBN 978-1-4668-2155-2.
- Trojan Horse. Thomas Dunne Books, 2012, ISBN 978-1-250-01048-3.
- Rogue Code. Thomas Dunne Books, 2014, ISBN 978-1-250-03537-0 (trojanhorsethebook.com).

Artikel
- Inside NT's Object Manager In: Windows IT Pro, Penton, Oktober 1997
- Inside NT's Scheduler Part 1 In: Windows IT Pro, Penton, Juli 1997
- Inside NT's Scheduler Part 2 In: Windows IT Pro, Penton, August 1997
- NT vs.UNIX: Is One Substantially Better In: Windows IT Pro, Penton, Dezember 1998
- Inside Encrypting File System, Part 1 In: Windows IT Pro, Penton, Juni 1999
- Inside Encrypting File System, Part 2 In: Windows IT Pro, Penton, Juni 1999
- Inside the Windows Vista Kernel: Part 1 In: TechNet Magazine, Microsoft, Februar 2007
- Inside the Windows Vista Kernel: Part 2 In: TechNet Magazine, Microsoft, März 2007
- Inside the Windows Vista Kernel: Part 3 In: TechNet Magazine, Microsoft, April 2007
- Inside Windows Vista User Account Control In: TechNet Magazine, Microsoft, Juni 2007
- Inside Windows 7 User Account Control In: TechNet Magazine, Microsoft, Juli 2009

Videos
- Advanced Malware Cleaning. In: Windows Sysinternals. Microsoft, November 2006.
- Mysteries of Windows Memory Management Revealed, Part 1 of 2. In: Channel 9. Microsoft, Oktober 2010.
- Mysteries of Windows Memory Management Revealed, Part 2 of 2. In: Channel 9. Microsoft, Oktober 2010.
- Cloud Security Video: Public Cloud Security: Surviving in a Hostile Multitenant Environment – Mark Russinovich, CTO, Microsoft Azure. In: IP EXPO Europe. Imago Techmedia, Oktober 2014.